# Naturschutzgebiet Breiter Hagen (Lennestadt)

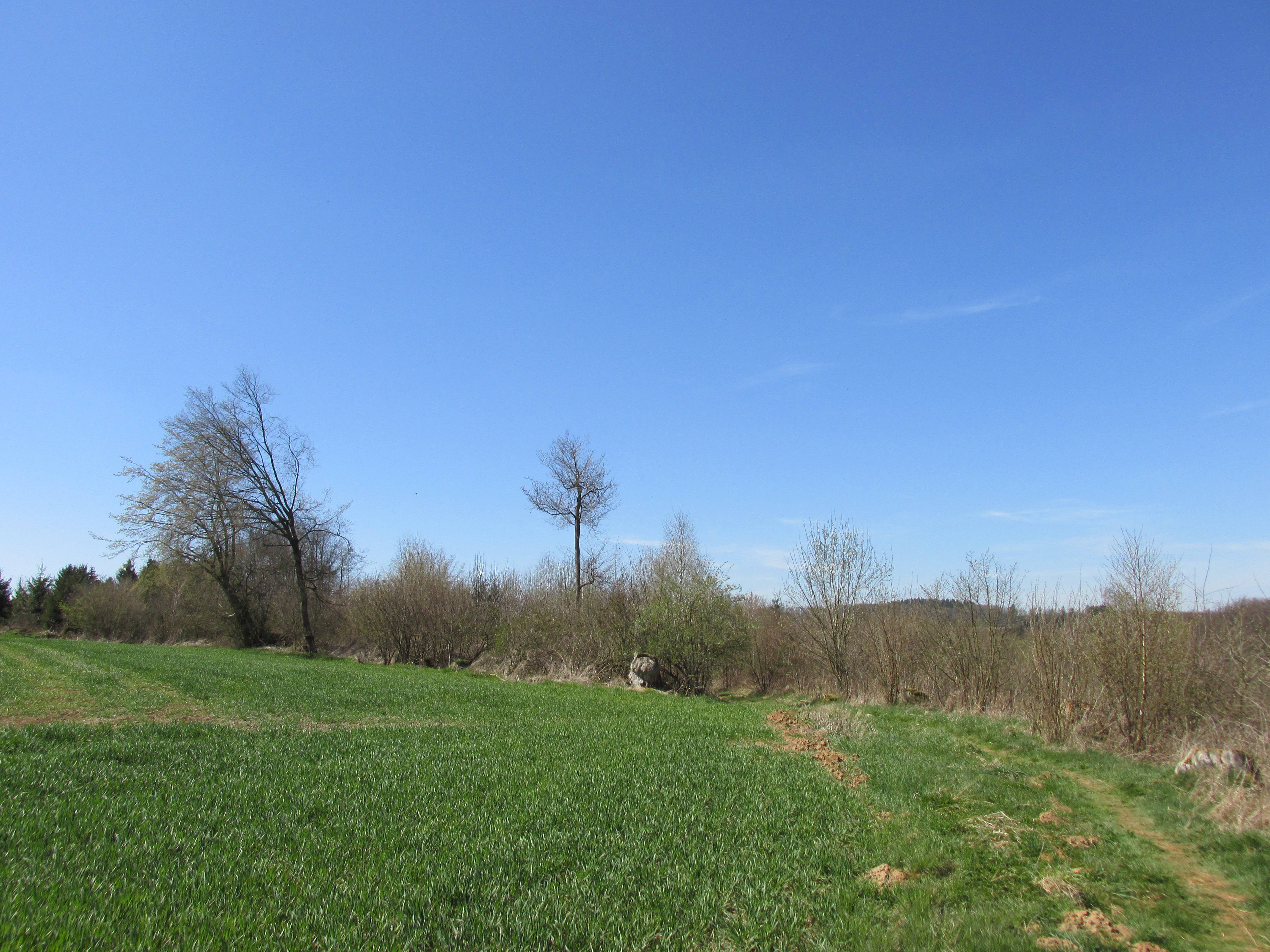
Breiter Hagen bei Lennestadt

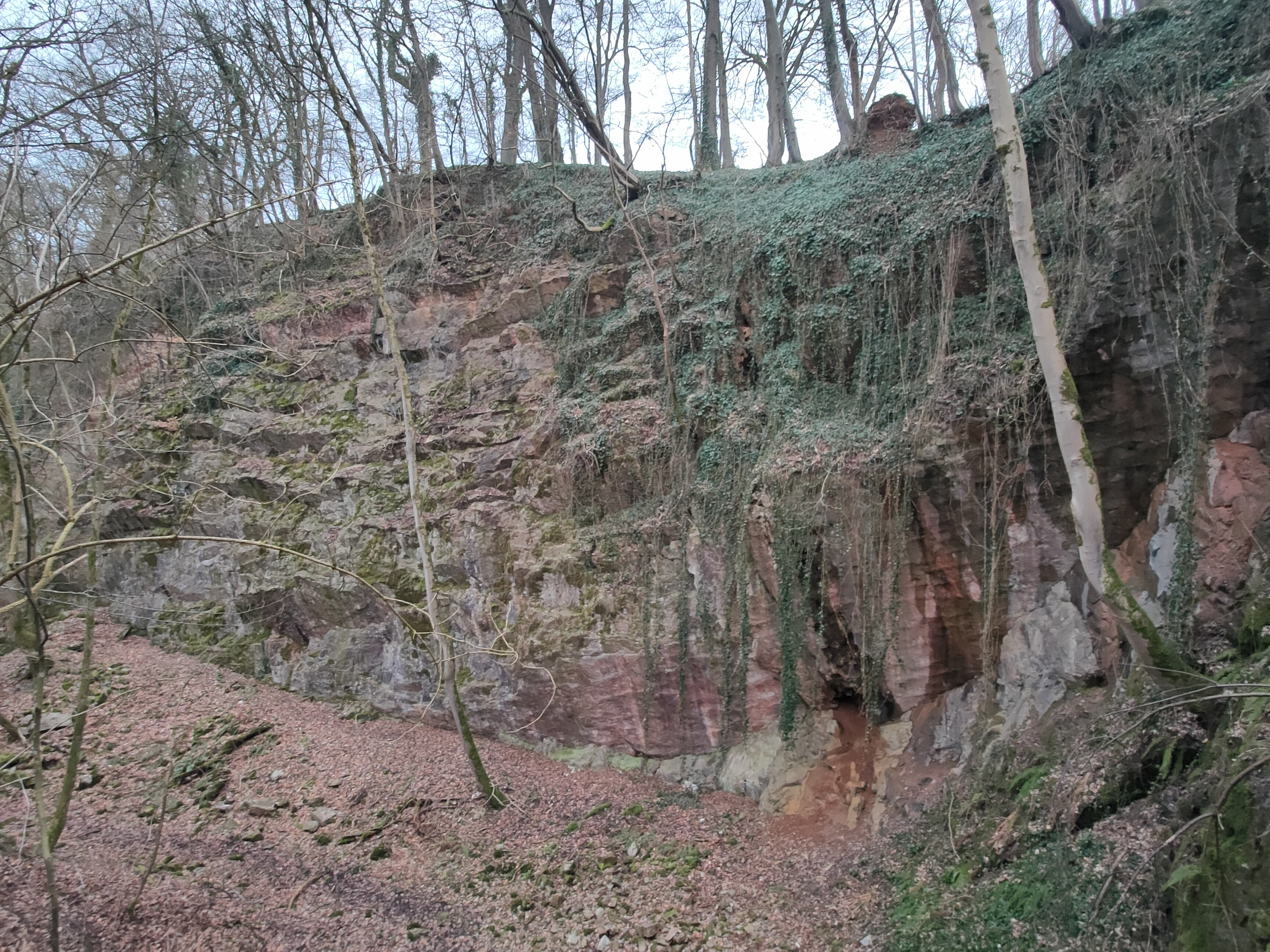
Steinbruch an der Peperburg

Das Naturschutzgebiet Breiter Hagen (Lennestadt) ist ein 9,75 ha großes Naturschutzgebiet (NSG) westlich von Grevenbrück in der Stadt Lennestadt. Das Gebiet wurde 1981, 1985 und 2003 von der Bezirksregierung Arnsberg per Verordnung als NSG ausgewiesen.  Mit dem Landschaftsplan Nr. 5 Rothaarvorhöhen zwischen Olpe und Altenhundem wurde das NSG 2006 vom Kreistag des Kreises Olpe erneut ausgewiesen. Das Gebiet wurde 2020 mit dem Landschaftsplan Nr. 5 Rothaarvorhöhen zwischen Olpe und Altenhundem durch den Kreistag des Kreises Olpe zum fünften Mal als NSG ausgewiesen.
Das NSG ist seit 2004 eine von zehn Teilflächen des Fauna-Flora-Habitat-Gebietes Kalkbuchenwälder, Kalkhalbtrockenrasen und -felsen südlich Finnentrop (DE-4813-301). Die Nordwestgrenze des NSG ist gleichzeitig die Grenze zwischen den Städten Lennestadt und Attendorn. Auf Attendorner Stadtgebiet schließt sich direkt das Naturschutzgebiet Breiter Hagen (Attendorn) an. An der Nordostgrenze des NSG liegt direkt die Ruhr-Sieg-Strecke in der Lenneaue. Auf seinem südöstlichen Spornzug befindet sich die Ruine von Burg Peperburg, die als Bodendenkmal geschützt ist.

## Beschreibung
Beim NSG handelt es sich hauptsächlich um ein Waldgebiet mit Waldmeister- und Orchideen-Rotbuchenwald am südlichen Rand des Lennetals auf einem Bergrücken. Es liegt auf einer Höhe von 250 bis 310 m ü. NN und besitzt viele gehölzfreie Felsen die über 20 m aufragen. An den Felsen kommen spezifischer Kleinfarn-Gesellschaften vor. Auf Blockschutthalden sind Schluchtwald und Hangmischwälder vorhanden. Ferner befinden sich im Wald Bereiche mit Eichenwald, Eichen-Hainbuchen-Niederwald und Mittelwald. Kleinflächig ist Kalkmagerrasen vorhanden. Westlich der Burg Peperburg liegt der Steinbruch an der Peperburg und weitere kleinere und größere aufgelassene
Steinbrüche.

## Pflanzenarten im NSG
Auswahl vom Landesamt für Natur, Umwelt und Verbraucherschutz Nordrhein-Westfalen dokumentierte Pflanzenarten, ohne Gehölze, im Gebiet: Ährige Teufelskralle, Alpen-Johannisbeere, Aronstab, Bärlauch,  Berg-Flockenblume, Bitteres Schaumkraut, Braunstieliger Streifenfarn, Buschwindröschen, Christophskraut, Dunkles Lungenkraut, Echter Wurmfarn, Einbeere, Einblütiges Perlgras, Flutender Schwaden, Frauenfarn, Frühlings-Platterbse, Gelappter Schildfarn, Gemeiner Efeu, Gewöhnliche Goldnessel, Gewöhnliche Pestwurz, Gewöhnlicher Tüpfelfarn, Große Sternmiere, Großes Hexenkraut, Hain-Rispengras, Hain-Sternmiere, Hirschzungenfarn, Hohe Schlüsselblume, Hohler Lerchensporn, Hopfen, Knoblauchsrauke, Knotige Braunwurz, Maiglöckchen, Mauerlattich, Mauerraute, Moschuskraut, Märzenbecher, Nesselblättrige Glockenblume, Pfirsichblättrige Glockenblume, Quirlblättrige Weißwurz, Rasen-Schmiele, Rohrglanzgras, Sanikel, Seidelbast, Spring-Schaumkraut, Straußenfarn, Sumpf-Vergissmeinnicht, Vielblütige Weißwurz, Wald-Bingelkraut, Wald-Erdbeere, Waldgerste, Wald-Gelbstern, Wald-Flattergras, Wald-Labkraut, Waldsauerklee, Wald-Segge, Wald-Veilchen, Wald-Ziest, Wald-Zwenke, Waldmeister, Wasserdost, Wolliger Hahnenfuß, Zaun-Wicke und Zerbrechlicher Blasenfarn.

## Schutzzweck
Laut Landschaftsplan Landschaftsplan Nr. 5 Rothaarvorhöhen zwischen Olpe und Altenhundem erfolgte die Ausweisung:
- „zur Erhaltung, Herstellung und Wiederherstellung überregional bedeutsamer Lebensräume und Lebensstätten seltener und gefährdeter sowie landschaftsraumtypischer Tier- und Pflanzenarten. In ihrer natürlichen Vergesellschaftung sind insbesondere zu schützen (mit Angabe der FFH-Lebensraumtypen): artenreiche Waldmeister- (9130) und Orchideen-Buchenwälder (9150), ein artenreicher Eichenwald, artenreiche Eichen-Hainbuchen Nieder- und Mittelwälder, natürliche Kalkfelsen mit Felsspaltenvegetation (8210), Blockschutthalden, nicht touristisch erschlossene Höhlen (8310), Schlucht- und Hangmischwälder (9180, prioritärer Lebensraum),“
- „aus wissenschaftlichen, naturgeschichtlichen und landeskundlichen Gründen, insbesondere aufgrund der „Peperburg“ als bedeutendes Zeugnis der Territorialgeschichte,“
- „wegen der Seltenheit, besonderen Eigenart und hervorragenden Schönheit des Gebietes,“
- „zur Sicherung als Kernfläche im Biotopverbund.“[1]